# Design
Ne doit pas être confondu avec la conception de produit.

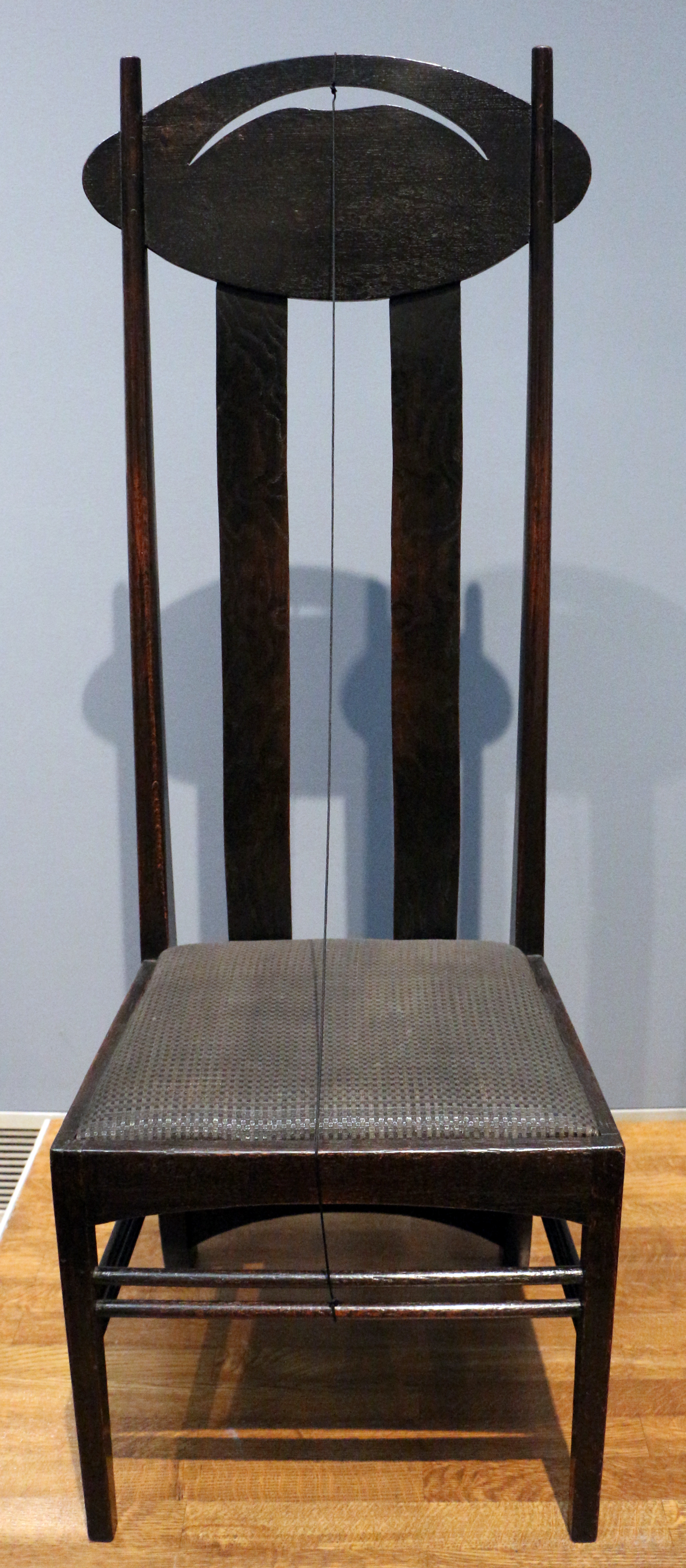
Chaise de Charles Rennie Mackintosh, 1897.

Le design ou la stylique est une activité de création souvent à vocation industrielle ou commerciale ; le but premier du design est d’inventer, d’améliorer ou de faciliter l’usage ou le processus d’un élément ayant à interagir avec un produit ou un service matériel ou virtuel.
Un des rôles du design est de répondre à des besoins, de résoudre des problèmes, de proposer des solutions nouvelles ou d’explorer des possibilités pour améliorer la qualité de vie des êtres humains, que ce soit dans les sociétés industrielles occidentales (où le design est né) ou dans les pays en voie de développement (design humanitaire). La pluridisciplinarité est au cœur du travail du designer, dont la culture se nourrit aussi bien des arts, des techniques, des sciences humaines ou des sciences de la nature.
Le design est à distinguer des arts décoratifs, expression apparue dans les années 1870 comme pendant aux beaux-arts dans la création d'objets d'art. Son but premier n'est pas la création d'oeuvres d'art.

## Présentation
Le design est lié à l'innovation technique, à la production en série, et à l'esthétique contemporaine, tandis que les arts décoratifs relèvent de l'artisanat d'art, c'est-à-dire de techniques traditionnelles, à l'esthétique souvent ornementale et figurative et d'une production à l'unité ou en petite série. Cependant, les frontières ne sont pas étanches : un réverbère parisien en fonte du XIXe siècle relève du même processus que le design car même s'il présente des ornements, il est issu d'une technique innovante pour l'époque et il est produit en nombre ; de même, certains designers signent des pièces en petite série, pour le marché de l'art notamment, surtout depuis les années 1970. Sollicité par le marketing depuis les années 2000, le design est peu à peu devenu un argument publicitaire. « Design » est devenu, à tort, un adjectif qualifiant un style aux formes simples et d'une apparence épurée. Il succède ainsi à l'aspect traditionnel des modèles de style.
Dans sa part artistique, il repose sur un travail des formes qui rappelle celui de la création artistique et qui peut concerner aussi bien des formes spatiales (design d’espace, architecture intérieure), volumiques (design de produits, design industriel), textiles (design de mode, stylisme), graphiques (design graphique, graphisme) ou interactives (design interactif, design d’interaction, design numérique). Ce travail sur les formes explique l’importance des considérations esthétiques dans le champ du design, mais ne doit pas masquer l’importance tout aussi grande des considérations fonctionnelles, techniques, environnementales, biologiques, juridiques, économiques, sociales et politiques, voire philosophiques, qui sont au cœur du travail du designeur, considéré comme l’un des grands métiers de la conception, avec ceux de l’architecte ou de l’ingénieur.

## Étymologie

### Une origine française
Le mot provient de l'anglais « design », qu'on emploie depuis la période classique. La langue anglaise l'emprunte au terme français dessein.
L'ancien français « desseingner », lui-même dérivé du latin designare, « marquer d’un signe, dessiner, indiquer », formé à partir de la préposition de et du nom signum, « marque, signe, empreinte ». Au xve siècle, desseing est le déverbal de dess(e)igner, forme ancienne de dessiner (desseingner). Au XVIe siècle, le terme acquiert un second sens : desseing signifie également l’intention ou le projet. À partir du milieu du XVIIIe siècle, ces deux mots prennent des sens distincts, comme si l’art avait fini par séparer le geste de dessiner un projet, d'exprimer une intention au travers du graphisme pour n'être plus qu'un tracé. Au XIXe le mot dessein perd une voyelle et devient dessin tandis que l'orthographe originelle demeure pour dire l'intention, le dessein.
En anglais, le moyen français devient deseign et conserve le double sens de dessiner et concevoir en fonction d’un plan, d’une intention, d’un dessein ; il ne perdra que sa seconde voyelle, comme en français. À partir du XVIIe siècle, le mot design sera l’équivalent de plan, de représentations ou d’une esquisse, d’une tâche à accomplir.Le dictionnaire anglais Robert Cawdrey’s Alphabetic Table of Hard Words (1604) décline même un nouveau terme à partir de desseign qui est deseignment, « thing shall be done » (la chose doit se faire, s’accomplir). En 1712, Shaftesbury introduit dans la théorie anglaise de l'art le concept de design fidèle au sens de disegno. Ainsi, nous avons drawing pour le dessin en tant que tracé et design signifiant l'idée et sa représentation, le projet et son graphisme.
Le sens du mot « design » tel qu'on le connaît aujourd'hui en français (un projet dessiné) a été popularisé par Henry Cole en 1849 dans le premier numéro du Journal of Design and Manufactures.

### Tentatives de traduction en français
Étant un mot de la langue anglaise, bien qu'étant d'origine franco-latine, le mot design ne se prononce pas comme il s'écrit mais à la manière anglaise (« disaïne »). Longtemps considéré comme un anglicisme, il ne s'est imposé que tardivement dans la langue française. Un équivalent français peut, si le contexte le permet, être trouvé dans le mot « concevoir ».
À la Renaissance, le disegno italien est l'un des concepts majeurs de la théorie de l'art. Il signifie à la fois dessin et projet. Au XVIIe siècle en France, les théoriciens de l'art le traduisent par dessein et conservent le double sens (l'idée et sa représentation). Tout comme en anglais et en italien, il trouve son origine dans le latin designare, qui a permis également de former en français le verbe « desseigner », d'où sont issus les verbes « désigner » et « dessiner ». Néanmoins, ce double sens de dessein va se disjoindre rapidement pour suivre les théories de l'art dominantes de l'époque. Car c'est en 1750 en France que la distinction apparaît pour donner deux champs sémantiques distincts, celui du dessin (la pratique) et du dessein (l'idée) marquant une rupture fondamentale qui n'est pas sans rappeler la dualité matière/esprit de Descartes. À l'Académie royale de peinture et de sculpture, on enseigne désormais les arts du dessin et non plus du dessein.
Ainsi vidé de son sens de représentation, le mot dessein n'a jamais pu traduire le mot design qui, lui, a conservé les deux notions. À la fin du XVIIIe siècle, le design était appelé en français « arts industriels » puis « arts appliqués ». Dans l'après-guerre, un équivalent est trouvé à industrial design popularisé par Raymond Loewy et le design américain : « esthétique industrielle ». On doit cette tentative à Jacques Viénot, qui peut être considéré comme le pionnier de la discipline en France. Suivront plusieurs tentatives de même sorte, comme « Création industrielle » dans les années 1980 (en témoigne encore l'École nationale supérieure de création industrielle créée à cette époque), « stylique » proposé dans une liste de vocabulaire lié à l’audiovisuel et à la publicité publiée dans un arrêté du Ministère de la Communication dans le Journal officiel de la République française du 18 février 1983 après avis de l’Académie française ou, en 2010, l’initiative de l’INSEE visant à supprimer le terme design de sa nomenclature afin de le traduire par « concept ». En 2000, la Commission d'enrichissement de la langue française révise l’arrêté de 1983 et recommande l'emploi du terme « stylisme » (à la place de « stylique »), qui désigne également la création de mode, pour remplacer le mot « design » en français.
L’Office québécois de la langue française continue de recommander le terme « stylique » tandis que le Multidictionnaire de la langue française note que « ce nom a fait l'objet d'une recommandation officielle pour remplacer design, mais son usage ne s'est pas imposé ».

## Histoire

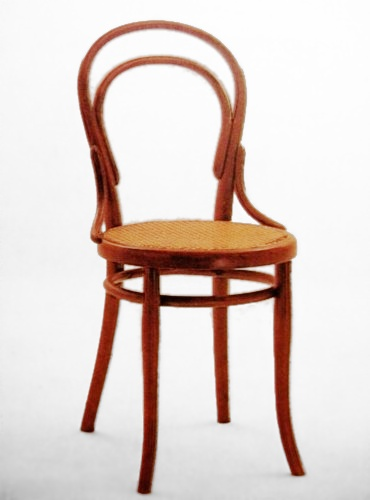
Michael Thonet, chaise Thonet no 14, 1859

### Naissance du design
Le design tel qu'on l'entend dans son acception de projet dessiné utilisant des techniques innovantes pour une diffusion large, existe depuis l'Antiquité. Les châsses-reliquaires limousines au Moyen Âge étaient réalisées avec des décors stéréotypés à l'aide de la technique de l'émail champlevé plus efficace que celle du cloisonné et ont été produites à des milliers d'exemplaires pour être exportées dans toute l'Europe. Les Lumières puis la révolution industrielle introduisent tous les aspects qui seront caractéristiques du design : rationalisation, reproduction à bas coût/bon marché, interchangeabilité, motorisation/mécanique, coque/emballage, démontable/kit, etc., en plus de domaines générateurs de nouveaux usages (communication, bureautique, transports aérien, ferroviaire et automobile, tourisme, industrie du luxe…) et de nouvelles technologies.
Quelques objets catalysent déjà le design industriel tel qu'on le connaîtra au XXe siècle. À partir des années 1840, le Viennois Michael Thonet développe un procédé de fabrication, le cintrage de bois de hêtre massif, courbé sous pression à vapeur. Sa chaise no 14 dite chaise « bistrot » devient une référence, vendue à cinquante millions d´exemplaires entre les années 1859 et 1914. Cependant, il s'agit encore là de réalisations exceptionnelles.
Une nouvelle dimension apparaît dans le design au milieu du XIXe siècle : l'originalité (ou créativité). Si les aspects constitutifs du design sont en place, il en va alors tout autrement des formes, qui restent pour la plupart du temps attachées à la copie de style du passé ou éclectisme. Cette copie confine souvent à l'amalgame de mauvais goût. C'est en réaction contre cette dérive que naît le mouvement Arts & Crafts en Angleterre au milieu du XIXe siècle sous l'égide du critique d'art John Ruskin et de l'écrivain, peintre, décorateur et théoricien William Morris. En 1888, commencent les premières expositions du groupe. Morris et ses amis veulent créer des formes nouvelles en accord avec la fonction des objets et prônent le retour au Moyen Âge et aux motifs inspirés par la nature : à la culture médiévale, ils empruntent la notion de travail collectif issu des corporations, le rationalisme gothique qui offre une simplification des lignes, et l'union des artisans et des artistes ; dans la nature, ils puisent des nouvelles sources d'inspiration et des principes de stylisation. La création d'une entreprise et la commercialisation sont un succès. D'autres groupes Arts and Crafts se créent en Angleterre et de par le monde, qui n'entreprennent pas pour autant de dénoncer le côté aliénant et inhumain de l'industrie comme le fait William Morris. Bien que la notion de design chez William Morris reste encore liée aux arts décoratifs, il apparaît comme une figure fondatrice du design en raison de l'importance de la recherche d'une créativité dans ses produits.
La créativité quitte la figuration pour l'abstraction des formes avec le Second Art Nouveau, dans les premières années du XXe siècle. Entre 1905 et 1911, Josef Hoffmann élève le palais Stoclet, somptueuse villa urbaine conçue à Bruxelles comme une œuvre d'art totale pour le compte d'un financier belge. Charles Rennie Mackintosh et Frank Lloyd Wright, à la même époque, posent les bases des lignes épurées et simplifiées qui vont devenir le synonyme de « design », en construisant villas et mobilier pour une bourgeoisie libérale américaine ou écossaise avide de nouveautés.
Le design industriel apparaît en Allemagne au début du XXe siècle. Dès 1907, l'architecte Peter Behrens est engagé comme consultant artistique pour la firme d'électricité AEG. Directeur d'une agence de design « intégrée » au sein de la firme, il réalise le premier design industriel global : usine de turbines, catalogue des produits, objets électriques, logo, etc. Il établit la profession de designeur comme profession libérale, au même titre que celle d'ingénieur, d'architecte, d'artiste, etc. Véritable pionnier, son bureau de style attire l'attention de créateurs et d'architectes, dont le jeune Le Corbusier. Behrens met en place un langage des formes efficace, à la fois simple, moderne et esthétique, qui adapte les conceptions artistiques du Second Art Nouveau à l'univers du produit industriel. Il jette ainsi les principes du fonctionnalisme.

#### Le fonctionnalisme
Le fonctionnalisme est une doctrine esthétique qui peut se résumer par la célèbre expression de Louis Sullivan, « la forme suit la fonction ». Né à la fin du XIXe siècle, il engendre l'école de Chicago, puis le Deutscher Werkbund, les Wiener Werkstätte ainsi que le Bauhaus. Pour Louis Sullivan, le fonctionnalisme est le résultat d'une observation et d'une compréhension des processus évolutionnistes de la nature. Chaque forme a une nécessité, il n'y a pas de superflu dans la nature bien qu'elle soit « séduisante ».
Bien que le concept fonctionnaliste paraisse très simple, il y a eu beaucoup de divergence sur les interprétations et en particulier sur la définition de la fonction. C'est ainsi que rationalistes (« la fonction, c'est ce qui est utile ») et expressionnistes (« les émotions sont aussi une fonction ») se revendiquent également fonctionnalistes.
Le fonctionnalisme domine le design moderne jusqu'à sa remise en cause par certains post-modernes à partir de 1968.

#### Le Bauhaus et les années 1920

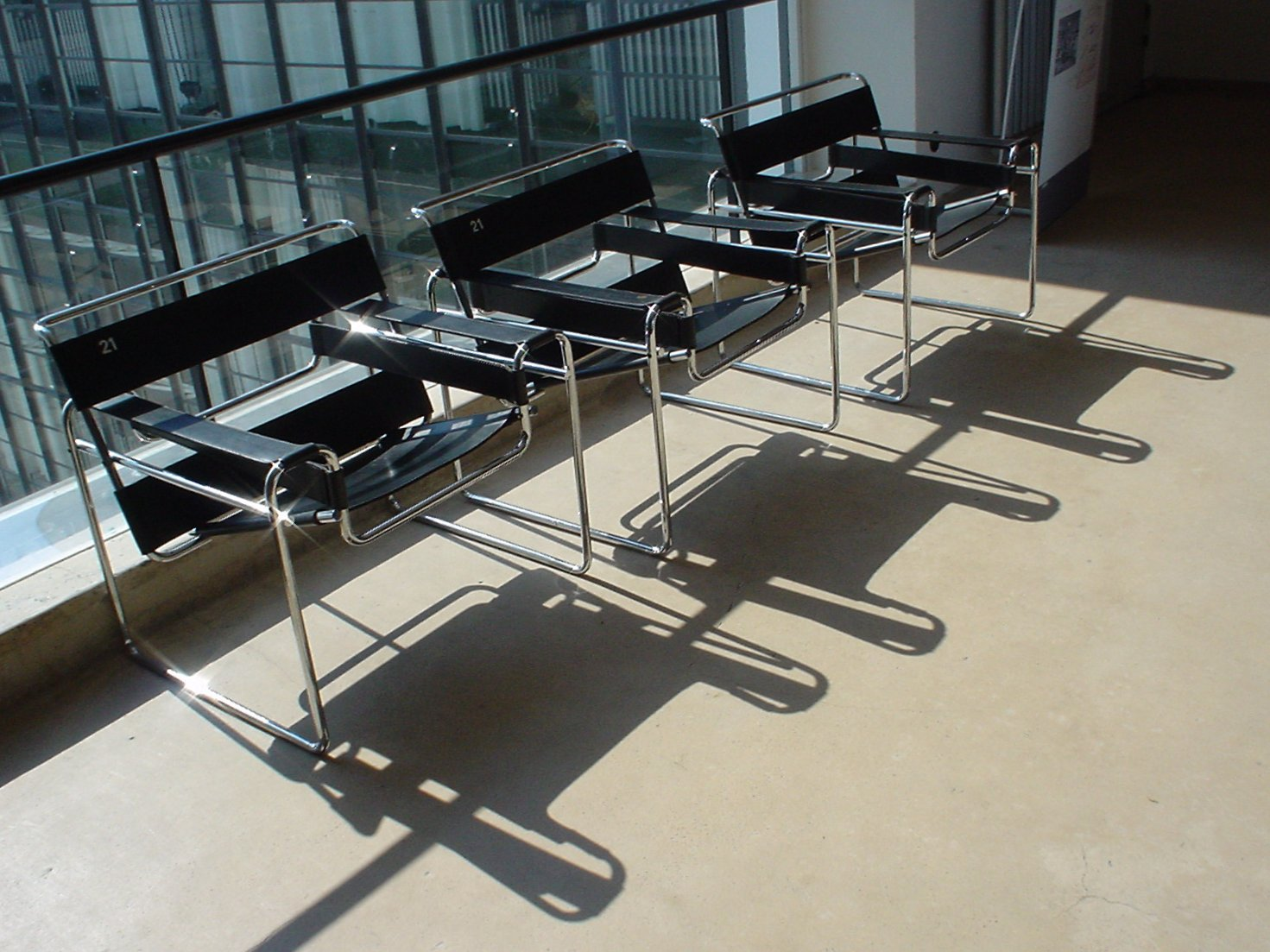
Marcel Breuer, Wassily Chair, 1925-1926.

En 1919, Walter Gropius, dans le Manifeste du Bauhaus, annonce le but de ce mouvement en ces termes : « Le but final de toute activité plastique est la construction ! […] Architectes, sculpteurs, peintres ; nous devons tous revenir au travail artisanal, parce qu’il n'y a pas d'art professionnel. Il n’existe aucune différence essentielle entre l’artiste et l’artisan. […] Voulons, concevons et créons ensemble la nouvelle construction de l’avenir, qui embrassera tout en une seule forme : architecture, art plastique et peinture […] » Le Bauhaus a été une formidable pépinière de talents et un extraordinaire outil de la promotion d'un modernisme « progressiste » qui, contrairement au modernisme conservatif, n'hésite pas à utiliser l'industrie et des matériaux innovants, tel que l'acier tubulaire, pour un design de masse. Ce modernisme passe par un nouvel enseignement basé sur des cours théoriques et pratiques qui permettent de mettre à contribution artiste, ingénieur et designeur.
Citons, parmi les designeurs de premiers plans qui relèvent ou se réclament de ce mouvement moderniste, Ludwig Mies van der Rohe, Marianne Brandt, Marcel Breuer, Le Corbusier et Charlotte Perriand, le néerlandais Gerrit Rietveld, créateur de la Red and Blue Chair de 1918-1923, inspirée du mouvement De Stijl. Les régimes totalitaires (rappelons que l'un des premiers gestes des nazis une fois arrivés au pouvoir, est de fermer le Bauhaus de Dessau en 1933) ne sont pas antithétiques avec le design : Giuseppe Terragni pour l'Italie, Lazar Lissitzky et Alexandre Rodtchenko pour la Russie, illustrent le versant « social » du design : offrir des beaux objets au plus grand nombre de consommateurs possibles.
Plus au nord, la Scandinavie fait preuve d'un extraordinaire regain de créativité illustré par Alvar Aalto en Finlande et Bruno Mathsson en Suède ou Wilhelm Kage en Norvège. Le terme de design scandinave est parfois employé.

#### Grande crise et années 1930
Avec les années 1930, la créativité et la théorisation du design traversent l'Atlantique. Raymond Loewy écrit « la laideur se vend mal » et propose de donner une valeur esthétique et symbolique forte aux objets manufacturés pour relancer l'économie. Outre la Cadillac, la bouteille pour Coca-Cola, il dessine aussi le paquet de cigarettes des Lucky Strike et fait apparaître la marque déposée et le logo publicitaire sur les deux faces du paquet. La marque sera identifiable sur tous les paquets jetés dans la rue.
Loewy n'est pas isolé, Walter Dorwin Teague, Wells Coates, Russel Wright ou Henry Dreyfuss représentent cette créativité américaine qui s'affirme et à laquelle l'industrie du pays offre de larges débouchés.
De son côté, Jacques Viénot théorise l'esthétique industrielle au travers de « lois » qui fondent encore à ce jour l'Institut Français du Design.
La foire internationale de New York ouvre ses portes en avril 1939 pour célébrer la confiance regagnée après des années de crise, les designeurs américains sont à l'honneur dans cette exposition universelle qui accueille — avec un sens du temps malheureux — « le monde de demain ». Lorsqu'elle ferme ses portes, la Seconde Guerre mondiale a éclaté et les efforts des designeurs pour rendre le monde un peu plus beau, un peu meilleur, sont relégués au second plan.

### Après-guerre et design organique

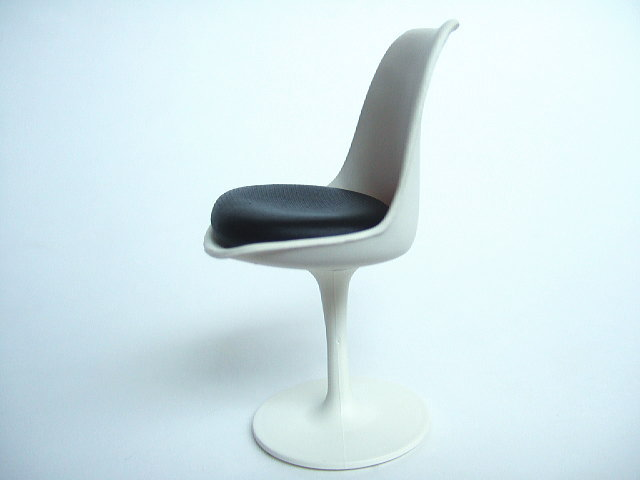
Eero Saarinen, Tulip Chair, 1956

La période d'après-guerre que Penny Sparke appelle le néomodernisme présente une large adoption par les designeurs des deux bords de l'Atlantique de formes fluides, rondes, souples : il va être qualifié de design organique.
Alvar Aalto instaure dans ses réalisations de mobilier le procédé du lamellé-collé de bois déjà utilisé dans l'architecture depuis le début du XXe siècle. Au niveau des matériaux, le tube d'acier, omniprésent dans le design des années 1930, se voit remplacé par les plastiques. De Scandinavie viennent aussi Arne Jacobsen et sa fameuse chaise Fourmi ou son fauteuil Œuf, Eero Saarinen et sa chaise Tulip alors que les formes totalement organiques du terminal TBWA de l'aéroport international de New York - John-F.-Kennedy (1956-1962) séduisent le public. Le céramiste et verrier Kaj Franck, l'ébéniste Hans Wegner, le touche-à-tout Tapio Wirkkala complètent la série de l'éclosion artistique scandinave.
Parmi les designeurs de cette époque phare - les fifties américaines battent leur plein - mentionnons les Américains Charles et Ray Eames ou George Nelson. Eliot Noyes, actif auprès d'IBM, donne une forme organique et sympathique aux machines à écrire produites pour la bureautique - on lui doit aussi le pavillon IBM lors de l'Expo 1964 à New York.
Les Italiens Gio Ponti, Carlo Mollino, Marcello Nizzoli accompagnent le boum de l'industrie italienne de l'après-guerre et créent les icônes de La Dolce Vita : vespa, machine à expresso, belles carrosseries, etc. On doit à Flaminio Bertoni les lignes des Citroën depuis la Traction Avant en passant par la 2CV jusqu'à la DS.
En Allemagne, la tradition artistique issue du Bauhaus renaît avec la Hochschule für Gestaltung Ulm. Parmi les designeurs allemands de cette période, citons Hans Gugelot, Dieter Rams prend la direction artistique des produits Braun GmbH.
Au Royaume-Uni, Ernest Race crée un style « moderne », l'équivalent pour le design du New Look de Christian Dior, immédiatement repris dans toute l'Europe. Robin Day et sa femme Lucienne, nous ont laissé des textiles au style fifties immédiatement reconnaissables. Douglas Scott dessine le bus rouge à impériale, devenu depuis l'une des icônes anglaises.
Le Japon, autre puissance industrielle de cette époque, ne nous a pas laissé de designeur de premier plan, mais le design, anonyme, produit par les équipes de sociétés comme Sony témoigne d'un fort professionnalisme dans ce pays.

### Après-guerre du «Modernisme conservation»
Dans son livre 100 ans de design, Penny Sparke crée cet oxymore à propos de ces grands artistes de l'entre-deux-guerres, certes producteurs de lignes épurées et adeptes du modernisme, mais qui ne sont pas, pas plus hier qu'aujourd'hui, considérés comme des designeurs. Ce qui les rassemble ? Ils créent des pièces uniques mariant des matériaux modernes et matières luxueuses traditionnelles, pour une clientèle richissime.
Citons parmi ces modernistes conservatifs largement célébrés lors de l'Exposition des Arts Décoratifs, les décorateurs-ensembliers français Jacques-Émile Ruhlmann et Jean Dunand, ce dernier surtout célèbre pour ses laques, ou Eileen Gray, Anglaise active essentiellement à Paris. Ailleurs, l'Autrichien Josef Frank ou l'Américaine Sylvie Maugham font, dans leurs pays respectifs, envie aux classes moyennes qui voient dans les premiers magazines de décoration, leurs réalisations.
Cet exemple nous rappelle qu'il y a toujours eu une controverse sur la définition de designeur, en particulier en France. Tout d'abord, parce que le terme n'est pas protégé, ce n'est ni un statut ni un métier officiellement reconnu par l'administration.

### 1960-1980, autocritique du design et réinvention poétique
Entre 1961 et 1974, le mouvement anglais Archigram, mené entre autres par Peter Cook, développe une architecture sans fondation, purement théorique, et édite une revue d’architecture. Ses membres réagissent à l'ère de la consommation et développent un travail portant sur le pop art, les mass media et l'électronique.
À la fin des années 1960, parallèlement au mouvement d'architecture radicale (ou design radical), l’antidesign, porté par les œuvres de Joe Colombo, repense l'habitat à partir du design et contre les formes hiérarchiques de l'architecture. « La capsule insiste sur sa stupéfiante concordance avec l'émancipation disciplinaire du design à la fin des années 1960 quand il tente de se libérer de ces tutelles historiques pour s'imposer comme une discipline idoine de l'habitat. Cette position est notamment illustrée par l'œuvre de Joe Colombo. Il invente les conditions d'une vie quotidienne moderne en correspondance avec le monde dans un rapport harmonieux espace-temps et invite ses pairs à repenser complètement l'habitat à partir du design. »
L’agence italienne Archizoom, est fondée en 1966 à Florence en Italie par Andrea Branzi, Gilberto Corretti, Paolo Deganello, Massimo Morozzi, Dario Bartolini et Lucia Bartolini. Le groupe Superstudio est fondé en 1966 à Florence en Italie par Adolfo Natalini et Cristiano Toraldo di Francia. Natalini écrit en 1971 : « si le design est plutôt une incitation à consommer, alors nous devons rejeter le design ; si l'architecture sert plutôt à codifier le modèle bourgeois de société et de propriété, alors nous devons rejeter l'architecture ; si l'architecture et l'urbanisme sont plutôt la formalisation des divisions sociales injustes actuelles, alors nous devons rejeter l'urbanisation et ses villes… jusqu'à ce que tout acte de design ait pour but de rencontrer les besoins primordiaux. D'ici là, le design doit disparaître. Nous pouvons vivre sans architecture. »
Le Groupe de Memphis est fondé par Ettore Sottsass en 1980, le mouvement est une réaction au style international, marqué par une production humoristique et poétique.
Droog Design est découvert au Salon international du meuble de Milan en 1993 dans l'exposition off de la Design Academy d'Eindhoven. Caractérisé par une impertinence, une approche critique et décalée, les productions font souvent figure de manifeste. C'est une fondation dirigée par l'historienne d'art Renny Ramakers et le designeur Gijs Bakker, tous deux originaires des Pays-Bas. Droog Design se définit comme un label et regroupe des designeurs internationaux convergents sur cette même approche (Jan Konings, Jurgen Bey, Marcel Wanders, Tejo Remy, Piet Hein Eek...) Ce mouvement est avant tout un pied de nez au design institutionnalisé, aux formes fluides et fonctionnelles. Ce groupe est très lié aux idées des années 1960-1970, notamment le design radical. Le phénomène a véritablement ouvert une brèche dans les enjeux de la discipline et dans nos références culturelles.

### Le design-fiction et le design spéculatif
Promu notamment par l'essayiste Julian Bleecker dans Design fiction: A Short Essay on Design, Science, Fact and Fiction (2009), par l'écrivain de science Fiction Bruce Sterling, ou encore par des théoriciens tels qu'Alexandra Midal et Nicolas Nova, le design fiction imagine les usages et les objets du futur en fonction de paramètres prospectifs, spéculatifs, lorsqu'ils ne sont pas résolument utopiques. Des institutions telles que le Royal College of Art de Londres, l'école d'architecture et de design de l'Université de Greenwich, la Haute école d'art et de design de Genève, l'École de recherche graphique à Bruxelles avec le master Design et Politique du Multiple ou encore le MIT accueillent des enseignants et des étudiants intéressés par le design-fiction.

## Disciplines et sous-disciplines du design
- Le designer se différencie de l'artisan par le fait qu'il n'est pas spécialiste d'une matière (bois, métal, plastique, etc.), du technicien par le fait qu'il n'est pas spécialiste d'une technique et de l'ingénieur par le fait qu'il traverse les domaines du savoir de façon transversale. En cela, on peut le rapprocher du chef d'orchestre ou du réalisateur au cinéma.
- Le design se conçoit comme une navigation permanente entre l'unité et le global, entre la pensée (dessein) et la pratique (dessin). En cela, on peut rapprocher cette démarche de celle de la pensée complexe et de la systémique.
- Le design ne consiste pas à accumuler des savoirs, mais plutôt à créer, par la compréhension, des liens logiques entre des choses (flux, concepts, images, symboles, etc.).

Bien que le design soit par essence non spécialisé et recouvre des domaines très variés, une tendance à la séparation en sous-disciplines s'est progressivement imposée :
- en raison du paradigme occidental actuel fondé sur la disjonction (au XVIIe siècle) et la spécialisation ensuite (XIXe siècle) pour servir une volonté de maîtrise[pas clair] ;
- du fait de la réalité professionnelle en entreprises, qui exige une spécialisation par domaines ; d'où la tendance qu'ont les écoles professionnalisantes à sectoriser leurs formations ;
- parce que le « design » anglo-saxon définit des métiers déjà existants : scénographie se nomme de plus en plus design d'espace ; game design est préféré à infographie ; le but étant de valoriser ces métiers[20] ;
- par une certaine confusion : initialement[réf. nécessaire], il existait une distinction entre le design graphique (pratiqué par un designer pour servir un design global) et le graphisme, discipline autonome dont l'histoire propre remonte aux premières traces laissées par l'homme dans les grottes de Lascaux[réf. nécessaire] ;
- à la suite de l'apparition de nouveaux domaines d'application, qui appelaient de nouvelles formulations : design sensoriel, motion design, parametric design, etc.

Les séparations se font par :
- finalité typologique : design d'espace, design produit, motion design, design graphique, design sonore, web design, design transport. Ce sont les sous-disciplines classiques fondées sur la spécialisation, et l'acquisition de savoir et d'outils propres à chaque domaine. La finalité de ces sous-disciplines est essentiellement de l'exécution.
- mode d'action, d'intention ou de processus : design industriel, Écoconception, Design collaboratif, Design interactif & numérique, Design stratégique, parametric design, design de recherche, design d'auteur. Fondés davantage sur un positionnement et une stratégie de création. Les compétences sont centrées davantage sur la réflexion que sur les acquis.

### Design graphique
Le design graphique consiste à concevoir des éléments visuels permettant de transmettre des messages, en utilisant des images, des textes ou des formes.
Le design graphique consiste aussi à exploiter l'esthétique pour faciliter la compréhension d'un contenu parfois complexe par le public. Pour illustrer cela, voici quelques sous-disciplines courantes et les types d'informations qu'elles transmettent :
- Design de logo : reflète l'identité d'une marque
- Design de site web ou d'application : guide la navigation, les interactions et le contenu textuel
- Design imprimé : organise et hiérarchise les informations écrites
- Design de couverture : représente le contenu d'un livre, d'un album ou d'un magazine
- Design publicitaire : transmet l'expérience associée à un produit à vendre
- Design d'étiquette ou de packaging : fournit des informations sur le produit[22]

L'origine du terme « design graphique » remonte à 1922, grâce au calligraphe, typographe, illustrateur et marionnettiste américain William Addison Dwiggins. L'approche de cette figure atypique semble faire un clin d'œil à l'activité créative variée du designer graphique contemporain, soulignant l'évolution de cette discipline au XXIe siècle.

### Design d'auteur et design industriel
Dès le début de l'histoire du design, on remarque deux grandes visions (deux idéaux qui correspondent aux idéologies dominantes) qui s'opposent et se croisent tout au long du XXe siècle. On peut ainsi situer le design entre ces deux extrêmes :
- D'un côté, il y aurait un design d'auteur : privilégiant un travail à taille humaine, une proximité avec des artisans ou techniciens très qualifiés de différents métiers. Le savoir-faire (et donc sa sauvegarde) a une grande importance. Les pièces réalisées en petites séries sont souvent très onéreuses, car le travail (savoir-faire) a un prix. La pièce finale n'aurait pas pu exister indépendamment de l'ouvrier. On peut le rapprocher du mouvement Arts & Crafts de William Morris. C'est un design qui est du côté de la réalisation et qui définit le citoyen davantage comme un travailleur[24].
- De l'autre, il y aurait un design industriel : agissant au sein d'une entreprise, ce design collectif se situe en amont du projet, c'est-à-dire dans la phase de conception. les produits sont tirés en grande série pour diminuer les coûts initiaux des moules de fonderies, d'injections, de presses, etc. La quantité de matière et les procédés de fabrication sont optimisés pour aboutir à un produit au plus économique. Au moment de la production, un employé sans qualification est suffisant, pour réduire là aussi les coûts. La pièce existe indépendamment des employés, car ils sont interchangeables. C'est un design qui conçoit, qui projette. C'est un design qui est du côté de la conception et le citoyen se définit davantage comme un client.

### Le design et lesbeaux-arts
Le design a longtemps été défini, en particulier par les académiciens, comme relevant des arts décoratifs, mis au rang des arts mineurs, en raison d'une pratique asservie à quelque chose : au mobilier, à l'espace, à l'industrie, à une fonction, etc.
La distinction entre arts mineurs et arts majeurs remonte à la Renaissance, lorsque les artistes ont proclamé leur travail cosa mentale, c'est-à-dire « chose de l'esprit », autrement dit relevant des arts libéraux comme la musique, la poésie ou les mathématiques et non des arts mécaniques qui s'exercent par la main et relèvent des corporations. Ils ont, à cette fin, multiplié les marques de similitude à l'aide d'études sur la perspective et l'anatomie, voire l'ingénierie comme Léonard de Vinci et la production de poésie comme Michel-Ange. Pour obtenir cette reconnaissance, ils sont rapprochés avec succès des prince-mécènes afin d'entrer dans leur cour, où figuraient de nombreux savants et littérateurs, et d'obtenir commandes et pensions à l'instar de ces derniers. Au temps de l'humanisme, les artistes étaient polyvalents, c'est-à-dire tout à la fois sculpteurs, peintres et architectes, ce qui a accédé ipso facto ces trois professions au rang des arts libéraux, une fois l'assimilation des artistes obtenue. À la fin du XVIe siècle, les académies étaient créées, qui ont accrédité le système et proclamé le dessin, l'architecture, la sculpture et la peinture « arts majeurs » puis « beaux-arts ». Ces pratiques se sont dès lors trouvées retranchées de l'artisanat auquel appartenaient encore le mobilier, l'orfèvrerie, les tapissiers et tisserands, les verriers, les céramistes, etc., qui ont été relégués au rang d'arts mineurs. En cause, leur trop forte implication dans la transformation de la matière et dans le travail manuel, voire dans l'exécution au détriment de l'imagination. L'artisanat d'art se situait aussi en dehors des académies proches du pouvoir puisqu'il relevait des corporations et des manufactures, même si le goût de l'aristocratie pour le luxe a menacé d'effacer la distinction au début du XVIIIe siècle. Le renforcement des beaux-arts par le Prix de Rome et le Salon a ensuite conforté sa position dominante. Par extension, le design, apparu lors de la révolution industrielle, s'est retrouvé assimilé aux arts mineurs car il traitait, lui aussi, de l'objet, quand il n'était pas tout simplement le fait des artisans eux-mêmes comme Thonet. Une lutte pour la valorisation des arts mineurs et contre la hiérarchie des arts, considérés comme des émanations de l'académisme, s'est engagée, en grande partie sous la houlette de William Morris et des Arts and Crafts. La fin des corporations a facilité également cette recherche de reconnaissance.
Les distinctions classiques entre l'art et le design sont encore présentes, comme le souligne Stéphane Laurent (historien) dans un article récent, ce qui n'est pas sans poser de problèmes quant à la reconnaissance culturelle du design. On oppose ainsi le design à l'art par l'« utilité », car il est au service d'une fonction et n'est pas contemplation « pure », autrement dit dans une approche intellectuelle qui se situerait hors de contingences matérialistes. Au reste, en tant que concepteur d'objets au service de l'industrie, le design est souvent associé aux intérêts mercantiles et au consumérisme.

### Le design et l'architecture

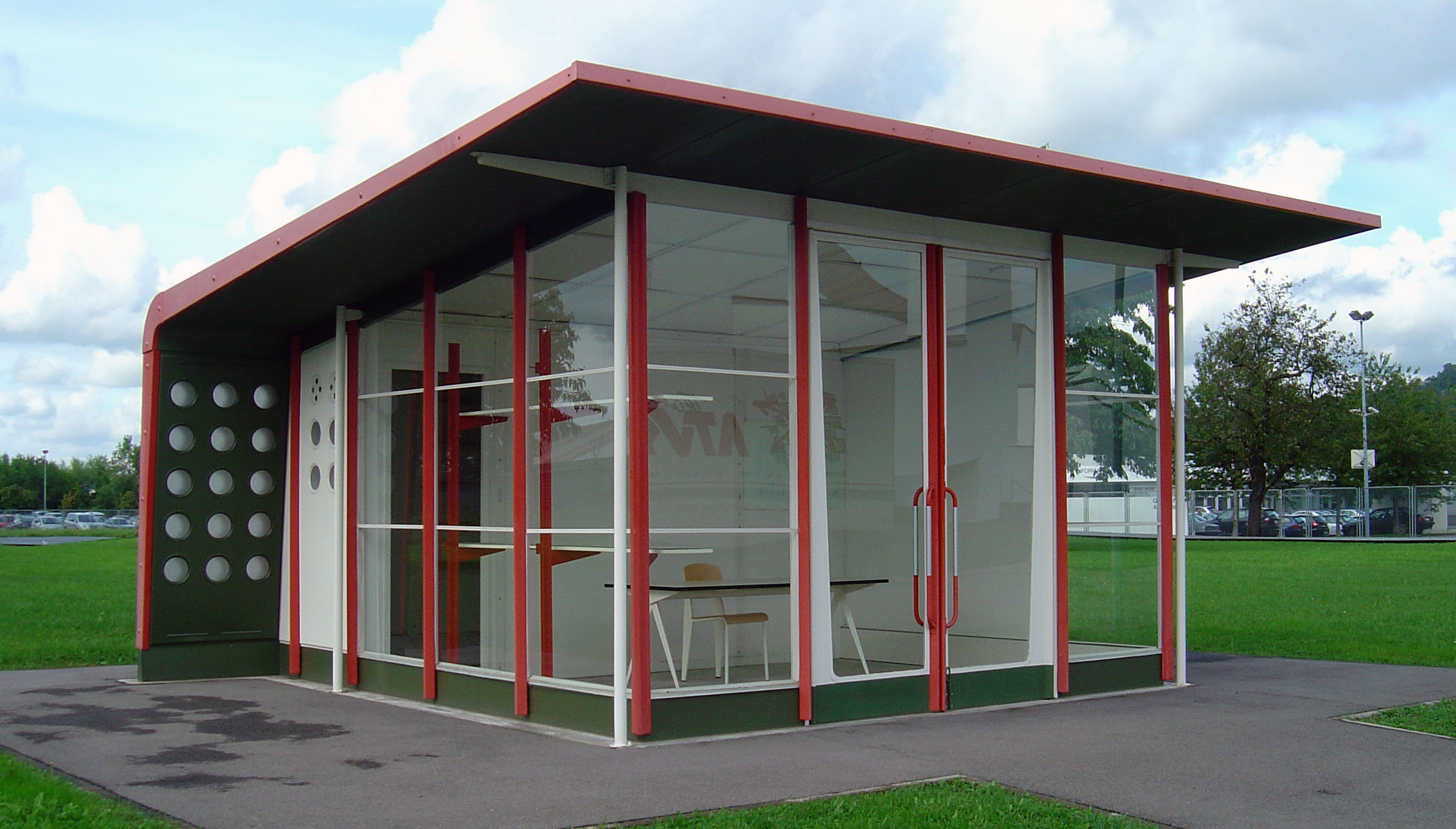
Le kiosque d'une station essence par Jean Prouvé au Vitra Design Museum.

Intrinsèquement le design est lié à l'architecture en raison de son importance dans le mobilier, qui est un équipement du bâtiment. L'élaboration d'un projet en design suit un processus proche de l'architecture en raison de la forte implication de la fonction et de la technique dans le processus de création. En outre, la représentation est similaire puisque l'un et l'autre utilisent plans et perspectives. Ces similitudes expliquent que la frontière peut paraître floue entre design et architecture, si bien que nombre d'architectes se sont livrés à la création de meubles, voire d'équipement domestiques comme les appareils d'éclairage.
À la Renaissance, Jacques Androuet du Cerceau a livré des modèles de tables tandis qu'Eugène Viollet-le-Duc s'ingéniait au XIXe siècle à reconstituer des meubles médiévaux dans un esprit d'art total. C'est en effet le souci de complémentarité entre le tout et le détail, celui d'unité de style ou esthétique, qui poussent nombre d'architectes à dessiner des objets pour les intérieurs. La période la plus prolifique à cet égard est sans doute le début du XXe siècle Ainsi l'Art nouveau avec Hector Guimard, Antoni Gaudí, Frank Lloyd Wright ou Henry Van de Velde, puis le modernisme avec Le Corbusier, Alvar Aalto, Marcel Breuer, Mies van der Rohe ou Eero Saarinen ont livré nombre d'ensembles et de modèles, parfois spécialement élaborés pour un bâtiment précis comme le fauteuil Barcelona de Mies van der Rohe ou bien le mobilier en bois lamellé-collé pour le sanatorium de Paimio par Aalto. Certains designeurs ont dessiné des meubles en association avec des architectes comme Philippe Starck.
En raison de la complexification des techniques et de la spécialisation des compétences, rares sont aujourd'hui les architectes soucieux de transposer leurs recherches dans le mobilier comme Zaha Hadid. Une entreprise de meubles comme Knoll s'est illustrée dans l'édition de meubles d'architectes.
En outre, une des composantes du design, à savoir le design d'espace, se définit comme une activité créative s'exerçant au sein d'un projet d'architecture ou d'un ensemble existant pour concevoir les aménagements extérieur comme intérieur d'un espace privé ou public.

### Le design et la technique
Il y a deux postures face à la technique. On retrouve d'ailleurs ces deux postures dans le monde de la musique avec Pierre Boulez pour le premier et Pierre Schaeffer pour le second.
- La première consiste à dire que l'esthétique est dissociée de la technique, que ce sont deux domaines de compétences qui ne doivent pas s'influencer. L'esthétique ayant une prédominance sur l'autre. C'est de loin la plus pratiquée, pour des raisons historiques, car dans cette perspective on considère que l'essence d'un projet se situe dans le concept.

Ce qui donne pour conséquence, une non-légitimité aux designeurs de suivre un projet au-delà des croquis qu'ils proposent. Et dans le même temps de la part de ceux-ci, on obtient des propositions naïves, irréalisables, car ignorant la question de la réalisation.
Cependant, dans le cas d'auteurs talentueux, on obtient des réalisations souvent exceptionnelles, qui n'auraient pas pu voir le jour autrement. Le budget nécessaire est supérieur à la moyenne.
- pour la seconde, le design (initialement dénommé esthétique industrielle), est une discipline héritière de la pensée esthétique. En ce sens, elle contient forcément la question de la technique. Pour Simondon, la pensée esthétique réunit la pensée technique, celle qui fragmente et analyse et la pensée holistique, contemplative de la totalité. Elle prend la place de la pensée magique via la philosophie. En ce sens, la pensée esthétique (le design) est ce qui manifeste l'incomplétude de nos savoirs et l'insatisfaction des divisions.

### Le design et l'industrie
Tout d'abord, il n'est pas envisageable de créer un objet ou un service qui ne soit pas réalisable dans une perspective industrielle[réf. nécessaire]. Dans certains cas, le designeur peut réaliser lui-même une partie de la conception technique des pièces qu'il dessine en relation avec le fabricant. Notamment, le designeur choisit ses matériaux (bien que n'allant pas nécessairement dans le détail de la gamme d'acier par exemple), les techniques de fabrication qui permettront de réaliser la pièce, etc. Le designeur dispose souvent d'une culture technique étendue qui lui permet de bien appréhender les aspects fabrication.

### Le design et l'ingénierie
Il est aussi assez courant de voir le styliste collaborer avec les ingénieurs au cours de l'étude de style. Cela permet par exemple de dimensionner complètement la pièce pour être certain que la forme soit fixée une fois pour toutes à la fin de l'étude. Lorsque l'objet inclut un mécanisme, cela permet de bien incorporer le mécanisme dans l'objet. En webdesign le styliste doit savoir ce qui est réalisable au moment de créer son programme. Parfois ils peuvent réaliser une partie du code HTML de l'affichage. Dans les méthodes agiles la collaboration styliste - concepteur suit un mode interactif et impose aux deux protagonistes de travailler complètement ensemble.

### Le design et l'innovation
Au-delà de cet aspect, le design interagit avec la technique au cœur du processus d'innovation. Le design propose généralement des innovations liées à l'usage qui peuvent déboucher sur de nouvelles recherches techniques. C'est principalement le cas du design prospectif qui va permettre de donner à l'entreprise des visions sur les innovations possibles de demain et des axes d'étude pour la R&D. À l'inverse, le design peut permettre de trouver des applications pour des technologies. Le sigle R&D : recherche et développement, peut être remplacé par RID : Recherche, Innovation, Développement, dans les cas où il existe un réel travail double sur la technique et le concept.

### Le design et l'innovation publique
Le design s'est également récemment intéressé aux questions de conception des services publics et de la fabrique des politiques publiques.
En France, via l'impulsion de La 27e Région, de nombreux territoires, collectivités, administrations locales, régionales ou encore nationales, ont expérimenté les pratiques du design pour rénover et repenser l'action publique en la recentrant sur la co-création avec les usagers, bénéficiaires et citoyens.
Le design a donc commencé à être intégré comme une nouvelle forme d'innovation publique,.

### Le design et le marketing
Le design entretient parfois des relations conflictuelles avec le marketing. On peut lier cela à une perception négative et caricaturale du marketing dans la culture globale ainsi qu'à des conflits d'intérêts au sein de l'entreprise. Le design et le marketing vont tous deux travailler sur les besoins client suivant des approches différentes. Bien que le design et le marketing puissent être considérés comme des approches très complémentaires, les uns peuvent avoir l'impression que les autres empiètent sur leurs plates-bandes. Il faut ajouter à cela que Philip Kotler, théoricien du marketing, prit l'initiative de classer le design comme un outil du marketing. Bien que Philip Kotler soit revenu sur ses propos par la suite (correspondance avec Brigitte Borja de Mozota, chercheur en design management) et ait corrigé cela, cette vision subsiste dans de nombreux manuels de marketing et attise les conflits et les incompréhensions en entreprise.
Le design se distingue du marketing par une approche avant tout empathique du consommateur, préférant par exemple le terme utilisateur. Les designeurs appuient beaucoup sur le fait que le design considère avant tout le bien-être de l'utilisateur. Cela n'empêche pas qu'il existe des techniques de manipulation s'exprimant par le design, par exemple dans la conception des espaces vente. Suivant généralement des approches empathiques, le design est une source de retour sur investissement et un levier économique de premier ordre et bien perçu, par sa proximité avec l'utilisateur.
Le designeur va beaucoup s'appuyer sur une perception intuitive et empathique de l'utilisateur. Il développe cette perception par une veille, en allant à la rencontre de l'utilisateur lors d'interviews, etc. À l'issue de l'étude préliminaire, le designeur doit être capable de décrire un univers, un service, qui conviennent à l'utilisateur.
Une étude de design peut être beaucoup plus documentée qu'une étude marketing sur les aspects liés à la perception de l'utilisateur. En revanche, les études chiffrées du marketing restent une ressource exclusive qui peut être très utile au designeur. Il est intéressant de les inclure en annexe dans le brief design.
Le design devient complémentaire du marketing lorsqu'il existe une réelle communication et une bonne compréhension entre les deux corps de métier.

#### Le design de marque
Le design de marque est une technique de marketing visant à créer et gérer l'identité d'une marque auprès des consommateurs par le biais de son design. Cette discipline provient essentiellement des pays anglo-saxons.

## Organismes de promotion

### En France
- Le ministère de la Culture et de la Communication[29] et le ministère du Redressement Productif (c'est la Politique nationale du design)
- L'Institut français du design (IFD) : créé par Jacques Viénot (1952)
- L'APCI
- L'AFD, Alliance Française des Designeurs
- Le Centre National du Design annoncé par Éric Besson en 2011
- La cité du design à Saint-Étienne

## Formation

### En France

#### Écoles publiques
- Pôle supérieur de design - Villefontaine (Isère)
- L'École supérieure de design et métiers d'art d'Auvergne (ESDMAA)
- Lycée Bréquigny - Pôle supérieur de design - DSAA LAAB, formation pluridisciplinaire - Rennes
- L'École nationale supérieure de création industrielle (ENSCI - Les Ateliers)
- École Nationale Supérieure d'art et de design de Valenciennes délivrant un titre d'architecte d'intérieur/Designeur certifié au niveau II du RNCP(Bac +3/4)
- L'École Boulle établissement public, école supérieure des arts appliqués, lycée des métiers d'arts, de l'architecture et du design - Paris
- École Supérieure des Arts Appliqués Duperré - Paris
- L'École Estienne des arts et industries graphiques|Paris (ESAIG)
- École Nationale Supérieure des Arts Appliqués et des Métiers d'Art (ENSAAMA - Olivier de Serres) - Paris
- École normale supérieure de Cachan
- L'École européenne supérieure d'art de Bretagne - Brest (Finistère) et Rennes (Ille-et-Vilaine) (EESAB) délivrant un DNSEP grade Master 2.
- L'École Nationale d'Art Décoratif de Limoges et Aubusson(ENAD)
- L'École Marseille Arts Appliqués Design (MAAD)
- L'École nationale supérieure des arts appliqués et des métiers d'art (ENSAAMA « Olivier de Serres »)
- L'École nationale supérieure des arts décoratifs (ENSAD)
- L'École supérieure d'art et de design d'Amiens (ESAD Amiens)
- L'École supérieure d'art et de design d'Orléans (ESAD Orléans)
- L'École supérieure d'art et de design de Reims (ESAD)
- L'École supérieure d'art et design de Saint-Étienne (ESADSE)
- L'École supérieure art et design de Toulon (ESADTPM)
- L'École Supérieure d'Art et de Design Marseille-Méditerranée (ESADMM)
- Lycée général et technologique Rive Gauche de Toulouse
- Pôle supérieur de design de Nouvelle Aquitaine / Cité Scolaire Raymond Loewy / La Souterraine
- L'École supérieure des Beaux-arts de Toulouse, design et architecture d'intérieur. Délivrant un Master 2 et reconnu par le CFAI.
- L'École supérieure des Beaux-arts du Mans, Tours et Angers (Esba TALM) Option design d'espace de la cité, design sonore, design d'objet
- L'École Supérieure des Sciences Appliquées d'Evry (ESSAé) ex IUP d'Evry. Formation Bac +5 en design industriel
- L'École Supérieur des Arts Appliqués et du Textile (ESAAT) à Roubaix, BTS design Produit.
- L'Institut Universitaire Professionnalisant - IUP Arts Appliqués Couleur Image Design situé à Montauban.
- L'UTC (l'université de technologie de Compiègne). École d'ingénieur avec une filière en Design Industriel.
- La Martinière-Diderot, Pôle supérieur de design, à Lyon (Rhône), établissement public d'enseignement
- Lycée Auguste Renoir (lycée des métiers de l'image et de la photographie), Paris
- L'École Supérieur d'Arts Appliqués de Bourgogne (ESAAB), Nevers (Nièvre)
- Lycée Claude-Nicolas Ledoux, Besançon (Doubs), DN MADE et BTS ERA (ancien AEA)
- Lycée Jacques Prévert, Boulogne-Billancourt (Hauts-de-Seine), DN MADE (mention graphisme et numérique) et DSAA Design graphique et narration multimédia
- Lycée Vauban, Brest (Finistère), DNMADE (Mention Design de produit)

#### Écoles privées
- L’École de design de Nouvelle-Aquitaine (Poitiers) établissement d’enseignement supérieur privé.
- Strate École de Design, établissement privé d'enseignement supérieur technique à Sèvres (Hauts-de-Seine), Lyon (Rhône) et Bangalore (Inde)
- L'École supérieure des arts modernes (Esam Design)
- L'École de design Nantes Atlantique (EDNA)
- Lycée La Tourrache, La Garde (Var)
- Créapole: établissement d'enseignement supérieur libre (Paris), certifié au niveau I du RNCP(Bac +5)
- École bleue: École privée de design global - Paris, certifiée au niveau 1 du RNCP
- École de Condé : établissement privé d'enseignement supérieur technique - Paris - Lyon - Nancy - Nice - Bordeaux, certifié au niveau I du RNCP
- L'École CAMONDO Paris: qui dépend des Arts Décoratifs : cette école forme des designeurs, des architectes d'intérieur
- KEDGE Design School (anciennement École Internationale de Design - EID) - Toulon, certifié au niveau I du RNCP(Bac +5)
- ISD Rubika - Institut Supérieur de Design, Valenciennes. École de Design produits et transports, intégrée au groupe RUBIKA (Valenciennes, Montréal, Pune)
- École supérieur de Design de Troyes
- Cours Socrate

### En Belgique
- L'Erg - École de recherche graphique (Bruxelles) - Design et Politique du Multiple (master)
- La Cambre (école) ENSAV La Cambre - École nationale supérieure des arts visuels de La Cambre (Bruxelles) - Design Industriel
- Artesis - Haute École d'Anvers - Développement Intégral de Produits
- ISBA Saint-Luc Liège - École supérieure des Arts - Design industriel
- C.A.D. Bruxelles (College of Advertising & Design - école bilingue français-anglais)
- ARBA ESA - Académie royale des beaux-arts - École supérieure des arts Bruxelles - Architecture d'intérieur champ mobilier design et Master en Food Design
- ESA Saint-Luc de Liège - École Supérieure des Arts Saint-Luc de Liège - Design Industriel

### En Suisse
En Suisse, la formation de designeur s'acquiert par une formation universitaire de 3 ans (Bachelor), plus une année propédeutique. Des formations de niveau Master existent dans certains domaines.
Les différentes écoles sont :
- Haute École d'art et de design Genève (HEAD)
- Zürcher Hochschule der Kunst (ZHdK)
- University of Art and Design Lausanne (ECAL)
- École de design et haute école d'art du Valais (EDHEA)

### En Italie
- Istituto Marangoni
- Istituto Europeo di Design (IED)
- École polytechnique de Milan

### Ouvrages
(par ordre alphabétique d'auteur)
- Andrea Branzi (2007), Qu’est-ce que le design ?, Gründ, 2009.
- Brigitte Flamand, dir. (2006), Le design : essais sur des théories et des pratiques, Institut Français de la Mode & éditions du Regard.
- Vilém Flusser (posthume), Petite philosophie du design, Circé, 2002.
- Hal Foster (2002), Design et crime, Les Prairies ordinaires, 2008.
- Siegfried Giedion (1948), La mécanisation au pouvoir : contribution à l’histoire anonyme, Centre Georges Pompidou/CCI, 1980.
- Raymond Guidot (rééd. 2004), Histoire du design de 1940 à nos jours, Hazan.
- Kenya Hara (2007), Designing Design, Lars Müller Publishers, rééd. 2008.
- Stéphane Laurent (historien), Chronologie du design, Paris, Flammarion, coll. Tout l'Art, 1999, 240 p.  (ISBN 978-2081219182)
- Raymond Lœwy (1952), La laideur se vend mal, Gallimard, Tel, 2005.
- Adolf Loos (1908), Ornement et crime, Payot & Rivages, 2003.
- John Maeda (2006), De la simplicité, Payot & Rivages, 2007.
- Alexandra Midal (2009), Design : introduction à l’histoire d’une discipline, Pocket.
- Bill Moggridge (2007), Designing Interactions, The MIT Press.
- William Morris, L’âge de l’ersatz et autres textes contre la civilisation moderne, L’Encyclopédie des Nuisances, 1996.
- Victor Papanek (1971), Design pour un monde réel, Mercure de France, 1974.
- Nikolaus Pevsner (1968), Les sources de l’architecture moderne et du design, Thames & Hudson, 1993.
- Danielle Quantante (1984), Éléments de design industriel, Polytechnica, 1994.
- Bernard Stiegler, dir. (2008), Le design de nos existences, Mille et une nuits.
- John Thackara (2005), In the bubble : de la complexité au design durable, Cité du Design Éditions, 2008.
- Eugenio Vega (2023), ¿Por qué nadie sabe qué es el diseño?. Madrid, Catarata Arquitecturas.  (ISBN 978-2130620433)
- Stéphane Vial (2010), Court traité du design, Préface de Patrick Jouin, Presses Universitaires de France, coll. « Travaux pratiques »  (ISBN 978-84-1352-681-2)
- Stéphane Vial (2015), Le design, Paris, Presses universitaires de France, coll. « Que sais-je ? », no. 3991,  (ISBN 978-2130620433)

### Ouvrages jeunesse
- Céline Delavaux, Design, Paris, Palette, 2011[30],[31].
- Céline Delavaux, La Vie en design, illustré par Stéphane Kiehl, Paris, Actes Sud Junior, 2015.
  - Pépite du livre 2015[32], catégorie livre d'art/ documentaire (Salon du livre et de la presse jeunesse de Montreuil)